# Колеснічка
Колеснічка — річка у Луганській області, Сватівський район, права притока річки Жеребець.
Свій початок річка бере з болотистої місцевості в околицях села Свердловка. Тече з заходу на схід через села Свердловка, Новоєгорівка, і в околицях села Ковалівка впадає у річку Жеребець.Довжина річки 5,3 км. Площа басейну 34,6 км². Похил 8,47 м/км.